# Хай Михайло Йосипович
Михайло Йосипович Хай (15 червня 1946 село Лютовиська Старосамбірського району Львівська область — 15 жовтня 2022) — український етномузиколог, доктор мистецтвознавства, завідувач та провідний науковий співробітник відділу етномузикології ІМФЕ ім. М. Рильського НАН України, професор кафедри музичної фольклористики НМАУ ім. П. Чайковського, лірник і бандурист, автор понад сотні наукових і публіцистичних статей з проблем музичної регіоналістики, етноорганології та кобзарознавства, трьох монографій, CD «Українська ліра» (українською, англійською і польською мовами — 1999), рецензій та анотацій до дисертацій, книг, аудіо- і мультимедійних публікацій.

## Освіта
У 1953 році вступив до Лютовиської початкової школи, після закінчення якої навчався у 5-му класі Буківської семирічки, а в 1958 році в зв'язку із переїздом родини у м. Самбір став учнем 6-б класу Самбірської СШ № 1, після закінчення восьмого класу у 1961 році вступив до Самбірського культурно-освітнього училища.
Закінчив музично-педагогічний факультет Дрогобицького державного педагогічного інституту (тепер- педагогічного університету) ім. І. Франка (1969, хорове диригування — клас доц. Кулешка Я. П., скрипка — клас доц. Сорокера Я. Л., вокал — клас доц. Базиликута Б. О., музично-педагогічна практика — Масний С. М., диригентська практика — О. І. Цигилик, дипломна робота — кер. Івашкевич І. О.).

## Життєвий шлях

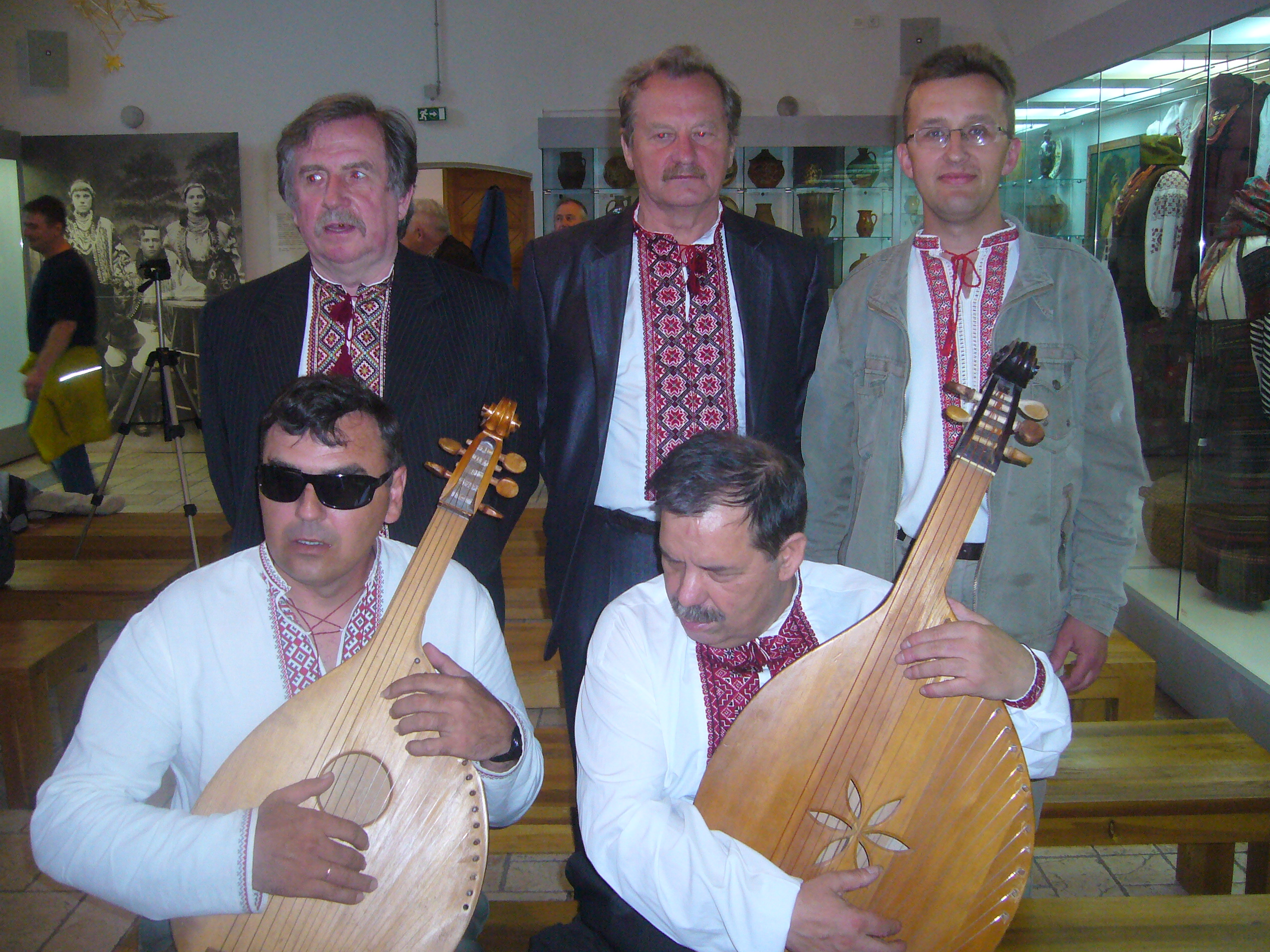
Панмайстри кобзарських цехів з незрячими виконавцями: Михайло Хай (Львівський цех), Микола Товкайло (київський цех), Костянтин Черемський (Харківський цех)(вгорі); Лайош Молнар та Олександр Тріус (нижній ряд).

Починаючи з 1966 р. по 1982 р. викладач скрипки та симфонічного оркестру Дрогобицької дитячої музичної школи, з 1969 р. по 1971 р. — диригент-хормейстер Заслуженого Прикарпатського ансамблю пісні і танцю «Верховина» (Львівська обласна філармонія), з 1971 р. по 1982 р. — керівник самодіяльних хорів та оркестрів в м. Дрогобичі, а з 1982 р.по 1989 р. на Васильківщині та в м. Броварях Київської області. З 1989 по 1992 р. — завідувач відділу фольклористичних досліджень Українсько-Канадського спільного підприємства «Кобза», а з 1992 р. — президент-директор Української експериментальної лабораторії фольклору, упорядник аудіозбірки «Традиційна музика українців» (1990—1997 р.р.), науковий редактор мультимедійного проекту ГО «Арт Екзистенція» — «УЕЛФ» під назвою «Моя Україна. Берви» (2000—2011).
Кандидат мистецтвознавства (1990), науковий співробітник (1990), завідувач Проблемної науково-дослідної лабораторії музичної етнографії, викладач (1993), доцент (1999), докторант (2002–2005), професор (2007) кафедри музичної фольклористики Національної музичної академії ім. П. Чайковського з фаху «Етноорганологія» та курсу «Інструментальний фольклор», член Київського кобзарського цеху (1988), Спілки кобзарів (1999) та Спілки композиторів України (2004), старший (2005) та провідний (2010) науковий співробітник ІМФЕ ім. М. Рильського НАН України, регулярні виступи з науковими доповідями і концертами в Україні і за кордоном, на радіо і телебаченні. Колісною лірою та реконструкцією традиції українських лірників займається з 1987 р., старосвітською бандурою — з 1992 р. Крім наукової та концертної діяльності практикує також стихійні форми кобзарювання на вулицях і під церквами.

## Учні
Серед учнів-випускників М. Хая — директор Львівської державної філармонії В. Сивохіп, керівник дитячого хору церкви Св. Трійці у Дрогобичі Н. Бунь, директор консерваторії Н. Томинець (Португалія), керівник родинної капелі Кондратенків у Львові Н. Благодир-Кондратенко, концертмейстер оркестру Національного музично-драматичного театру ім. М. Заньковецької В. Ковальчук, соліст і музичний керівник капелі «Надобридень» С. Охрімчук, соліст гурту української давньої музики «Хорея Козацька» Д. Перцов, керівник фольклорного гурту «Божичі» І. Фетисов (дипломна робота), керівник гурту «Буття» О. Бут (магістерська робота), соліст капелі «Надобридень» Ю. Шевченко (дипломна), м. н. с. відділу етномузикології ІМФЕ ім. М. Рильського В. Атаманчук, дипломники Г. Стефурак та О. Мартич (Дрогобич), В. Рева (Рівне), магістрантка У Їфан (Китай), дисертанти О. Богданова, В. Кушпет, С. Постольников (Київ), В. Чуркіна (Харків), Н. Ганудельова (Словаччина) та ін. Опонування кандидатських дисертацій Б. Водяного (1994), Б. Яремка (1995) — другий опонент, В. Ярмоли (2011) — перший опонент, численні рецензії, відгуки на автореферати дисертацій, монографії, нотні збірки тощо.

## Інструментальна реконструкція
Засновник вторинного фольклористичного руху з науково-виконавської реконструкції інструментальної традиції українців (1992), науковий консультант капелі автентичної інструментальної музики «Надобридень» (Київ) та інших інструментальних гуртів і виконавців-інструменталістів («Буття», «Гуляйгород» (Київ), «Родовід», капеля родини Кондратенків (Львів), фольклористичний гурт «Ладканка» (Дрогобич) та ін. У червні 2010 р. заснував Львівський лірницький цех і обраний його Головою (цехмайстром).

## Наукові праці

### Дисертаційні роботи
- Кандидатська дисертація «Народне музичне виконавство Бойківщини» (1990 — науковий керівник — С. Й. Грица).
- Докторська дисертація «Музично-інструментальна культура українців» (фольклорна традиція). — К. — Дрогобич, 2007 (2011)

### Статті
1. «Двопланова манера звукоутворення в народних хорах».- Народна творчість та етнографія. — 1978. — № 3.- С. 65 — 69;
2. Коломийка у весільному обряді бойків. — Народна творчість та етнографія. — 1984. — С. 50 — 54;
3. Музичні інструменти бойків. — Народна творчість та етнографія. — 1988. — С. 21 — 29;
4. Лірницька традиція як феномен української духовності.- Родовід. — 1993.- № 6.- С. 37 — 43;
5. Традиційний інструментарій Полісся (до питання примітиву в музиці).- Родовід.- 1988.- № 16.- С. 104—113;
6. Генеза і еволюція кобзарського інструментарію у світлі етиноінструментознавчої концепції Г. Хоткевича.- Дивосвіт Гната Хоткевича.- Харків.- 1998.- С. 117—126;
7. Традиційні народні інструменти українців в аспекті сучасного суспільно-політичного процесу.- Проблеми етномузикології. — Вип. 1.- К., 1999. — С. 167—179;
8. Бойківські танки козачкової групи (Спроба структурного аналізу) // Музичний фольклор в системі навчання та виховання молоді.- Тернопіль, 2000;
9. Ембріональні форми антифонно-поліфонічного мислення в сучасному колядницькому обряді бойків // Традиційна музика Карпат: християнські звичаї та обряди.- Івано-Франківськ, 2000.- С. 20 — 42;
10. Етноорґанологія як предмет музичної україністики: шляхи формування і перспективи // IV Міжнародний конгрес україністів.- Кн. 2.- Мистецтвознавство. — Одеса — Київ, 2001.- С. 462—472;
11. Бойківський «Вертеп» у с. Вовче: до проблеми автентизму традиції // Музика та дія в традиційному фольклорі.- Львів.- 2001.- С.17 — 30;
12. Супровідний інструментарій // Українська епічна традиція.- AVE — 013-CD EXTRA.- АртЕкзист.- УЕЛФ. — К., 2003;
13. Традиційна інструментальна музика українців. Жанрова класифікація й сучасні жанрово-стильові трансформації // Проблеми етномузикології.- Вип. 2.- К., 2004.- С. 92 — 109;
14. Основні сфери формування поняття етнічного звукоідеалу // Фольклористичні зошити.- Вип. 7.- Луцьк, 2004. — С. 103—118;
15. Микола Лисенко — піонер і фундатор етноорганологічної школи в Україні // Микола Лисенко та українська композиторська школа.- К., 2004. — С. 39 — 48;
16. Климент Васильович Квітка — дослідник кобзарсько-лірницької та інструментальної традиції українців // Студії мистецтвознавчі.- Число 4(8). Театр. Музика. Кіно. — К., 2004.- С. 38 — 43;
17. Філарет Колесса — транскриптор і дослідник традиційної інструментальної музики українців // Родина Колессів у духовному та культурному житті України кінця XIX—XX століття. — Львів, 2005.- С. 208—213;
18. Народна інструментальна музика // Історія української музики. — К., 2009. — Т. 2. — С. 51 — 68;
19. Проблема національного характеру і автентизму в синкретичних формах традиційної культури // Проблеми етномузикології.- Вип. 4. — К., 2009. — С. 12 — 22;
20. Реформа галузі етномузикознавства — нагальна проблема державотворення // Сучасні тенденції культури та державна і регіональна культурна політика. — Х., 2009. — С. 122—135;
21. Рудименти сакральних первісно-синкретичних форм колядницької традиції на лемківсько-бойківських кресах української етнічної території // Науковий збірник Музею української культури у Свиднику. — Ч. 25. — Свидник, 2010.- С. 242—251;
22. Тарас Шевченко у контексті реалістичного й романтизованого погляду на кобзарство // Тарас Шевченко та кобзарство. — Львів, 2010.- С. 39 — 50;
23. Синдром гармошкового кічу як руйнівника традиційного українського інструменталізму // Традиційна культура в умовах глобалізації: сучасні соціокультурні практики. — Харків, 2010. — С. 210—220

(Всього понад 100 статей і доповідей на наукових конференціях, енциклопедіях, аудіокасети, компакт- та мультимедійні диски тощо).

### Монографії
- Монографія-збірник «Музика Бойківщини». — К., 2002
- Монографія та докторська дисертація «Музично-інструментальна культура українців» (фолкльорна традиція). — К. — Дрогобич, 2007 (2011);
- Монографія-збірник «Українська інструментальна музика усної традиції». — К. — Дрогобич, 2011;

Працює над монографією-збірником «Українська інструментальна музика усної традиції» та «Атласом українських традиційних музичних інструментів»

### Навчальні програми
- «Інструментальний фольклор»
- «Гра на традиційних музичних інструментах» для студентів музичних ВНЗ
- «Фольклорна практика» для студентів філологічних факультетів"

Розробляє курс «Історія та теорія кобзарсько-лірницької традиції» та ін.

### Публікації в мережі інтернет
- Феномен музично-інструментальної культури українців [Архівовано 30 жовтня 2020 у Wayback Machine.]
- Реґіоналізм НІМ як передумова мелогеографії: методологія та структурно-типологічні методики дослідження[недоступне посилання з липня 2019]
- Скрипка як провідний традиційний музичний інструмент українців
- Типологія традиційних гуртових інструментальних форм за участю скрипки як провідного мелодичного інструмента
- Традиція гри на цимбалах в Україні
- Філярет Колеса — дослідник кобзарсько-лірницької традиції

## Про Михайла Хая
1. Казаков Г. М.,Оберюхтін та ін. Плюралізм оцінок// Музика. — № 1. — 1991. — С. 14 — 15.
2. Кобець Ганна. Душа народу живе у пісні // Самостійна Україна. — 1993.- Ч. 17. — С. 8.
3. Гамалій Н. Музичні маневри від Дніпра до Сяну // Нове життя.- № 74. — 1994. — С. 3.
4. Черемський Кость. Михайло Хай // Перший Всеукраїнський огляд автентичного виконавства на традиційних кобзарських інструментах. — Харків. — 1997. — С. 12.
5. Копилець Сергій. Українці у Петербурзі // Вісті з України. — № 13. — 1998. — С. 6;
6. Nakonieczny Włodzimierz. Myhailo Hai. Ukrainian lira. — Warshawa. — 1999;
7. Жеплинський Богдан. Хай Михайло Йосипович // Коротка історія кобзарства в Україні. — Львів, 2000. — С. 177;
8. Черемський Кость. Хай Михайло // Другий міжнародний конкурс на українських народних інструментах імені Гната Хоткевича. — Харків. — 2001. — С. 24;
9. Малко Ромко. Перебендя на роздоріжжі тисячоліть // Українське слово. — 2002. — Ч. 25. — С. 3;
10. Маркович Галина. Актуальний посібник (Відгук на монографію-збірник Михайла Хая «Музика Бойківщини». — К., 2002) // Традиційна народна музична культура Бойківщини. — Львів, 2003. — С. 135—139;
11. Пономаренко Олена. Хай пише, Хай грає.- Голос України. — 2003. — Ч. 129 (3129) -. С. 24;
12. Андрійчук Ірина. Ліки від часу. — Дзеркало тижня. — 2003. — Ч. 33 (458);
13. Федун Ірина. Монографія про музику Бойківщини // НТЕ. — № 1 — 2. — 2004. — С. 99 — 101;
14. Гончарук Валентин. Люди зрозуміють // Свобода істини. — 20. 06. 2006. — С. 12;
15. Гончарук Валентин. Тече вода Кубань-ріки, куди велять більшовики // Свобода істини. — 14 — 20. 09. 2006. — С. 12;
16. Михайлова Катя. Странстващият сляп певец просяк въ фолклорната култура на славяните. — София, 2006. — С. 31,35, 271, 436—438, 445—447, фото № 58.
17. Андрейчук Ирина. Маэстро «Фолк» // Киевские ведомости. — 02. 08. 2006. — С. 4;
18. Зотиков Олексій. Хай буде! // Україна молода. — 23. 09. 2006. — С. 8 — 9;
19. Качор Галина. Інструментальна музика українців у науковому просторі // Культура. Інформація, Творчість. — № 2 (13). — 2007. — С. 8;
20. Пясковський Ігор. Нова інструментознавча монографія // Студії мистецтвознавчі. — № 4 (20). — 119—120;
21. Щербіна Інна. Нова методологія дослідження української народної інструментальної традиції. — // НТЕ. — № 2. — 2008. — С. 101—102;
22. Дагліґ Пйотр. Знак повернення передової позиції української етномузикології // Студії етномузикознавчі. — К., 2008. — Ч. 4. — С. 131—132.
23. Водяний Б. О. Вихід у світ монографії "Музично-інструментальна культура українців (фолкльорна традиція) // www.tnpu.edu.ua/sclence/.
24. Федун І. На здобуття Шевченківської премії. Хай Михайло. Музично-інструментальна культура українців (фолкльорна традиція). — Київ — Дрогобич, 2011. — Вид. друге, виправлене і доповнене. — 559 с. // https://docs.google.com/viewer [Архівовано 5 грудня 2014 у Wayback Machine.].
25. Черемський К. На полицю українського етноінструментознавства. Відгук-рецензія на книгу Михайла Хая «Музично-інструментальна культура українців (фолкльорна традиція)». — Київ — Дрогобич, 2011. — Видання друге, виправлене і доповнене. — 559 с. // htt://kobzarstvo.com/Default.aspx [Архівовано 21 лютого 2012 у Wayback Machine.]. стор. 2.
26. Ганудельова Надія. Нова збірка української НІМ. Рецензія на фольклористичний збірник Михайла Хая «Українська інструментальна музика усної традиції». // Студії мистецтвознавчі. — К., 2011. — Ч. 1 — 2. С.
27. Клененко П. | 25.01.2012 12:52. Концерти з нагоди висунення Михайла Хая на здобуття Національної премії України ім. Тараса Шевченка. http://narodna.pravda.com.ua/nation/4f1fded77cd5a/ [Архівовано 4 березня 2016 у Wayback Machine.].
28. Гнатюк Б. Михайло Хай у програмі «Тобі, Україно!» https://web.archive.org/web/20171231201707/http://cultureua.com/
29. Вавринчук М. У Стебнику Героїв Крут згадували під музику лір // Тижневик "Каменярі // http://www.kamenyary.info [Архівовано 2 квітня 2012 у Wayback Machine.].
30. Маркович Г. Михайло Хай і «Надобридень»: реконструкція національної інструментальної автентики. З нагоди номінування книги Михайла Хая «Музично-інструментальна культура українців» на Шевченківську премію. http://djerela.com.ua/ [Архівовано 9 січня 2012 у Wayback Machine.]